# 양평 보리사지 대경대사탑비
양평 보리사지 대경대사탑비(楊平 菩提寺址 大鏡大師塔碑)는 신라 말에서 고려 초에 활약한 승려인 대경대사(大鏡大師) 여엄(麗嚴 : 862∼930)의 행적을 기록한 탑비이다. 고려 태조 22년(939년)에 세워졌다. 본래는 경기도 양평군 용문면 연수리 보리사(菩提寺) 터에 서 있었는데 1914년에 경복궁으로 옮겨졌다가 현재는 국립중앙박물관에 있다. 1963년 1월 21일 대한민국의 보물 제361호로 지정되었다.

## 탑비 모습
높이가 3.5미터인 이 탑비는, 거북받침돌은 구슬을 물고 고개를 쳐들고 일어서는 머리 모습을 하고 있고, 거북등 주위에는 꼬아 놓은 실 모양의 무늬가 띠를 두르듯이 새겨져 있다. 그러나 거북돌이 크기에 비하여 납작하며, 비의 갓인 머릿돌은 너무 크게 만들어져 서로 조화를 이루지 못하고 있다. 다만 머릿돌에 새겨진 구름과 용의 무늬가 매우 힘차게 조각되어 눈여겨볼 만하다. 거북받침돌은 화강석, 비몸돌은 사암(砂岩)이며, 머릿돌의 제액(題額)은 마멸되어 판독할 수 없다. 말미에 ‘天福四年歲次己亥’라 적혀 있어 태조 22년(939)에 세웠음을 알 수 있다.

## 탑비문 내용
이 탑비문의 내용은 대경대사의 행적을 알려주는 귀중한 자료이다. 대경대사의 성(姓)은 김(金)이고, 충남 남포(藍浦) 출신인데, 신라 경문왕 10년(870) 9세 때 무량수사(無量壽寺)로 출가하였다. 처음에는 주종(住宗) 법사에게서 화엄(華嚴)을 공부하고, 뒤에는 선종에 치중하여 성주사(聖住寺)의 무염(無染)선사에게 선(禪)을 배웠다. 그 후 당나라로 가서 운거도응(雲居道膺)으로부터 법을 배운 후 효공왕 13년(909)에 귀국하여 경순왕의 스승이 되었다고 한다. 소백산에 은거했는데, 고려 태조가 그를 맞이하여 법을 듣고 지금의 경기도 양평군인 지평(砥平) 보리사(菩提寺)의 주지로 봉했다. 대경대사는 이곳에서 태조 13년(930)에 입적하였는데, 그 때의 세수는 69세, 법랍은 60세였다. 태조는 대경(大鏡)이라는 시호와 현기(玄機)라는 탑호를 내리는 한편, 최언위(崔彦撝)에게 비문의 글을 짓게 하고 이환추(李桓樞)에게 글씨를 쓰게 하였다. 939년에 이르러 대경대사의 제자 최문윤(崔文尹)이 비문을 새겨 비가 세워졌으며, 태조 25년(942)에 그의 문도들의 이름이 비몸돌 뒷면에 새겨졌다. 이 음기에 의해서 그 문하에 융천(融闡)·흔정(昕政)·연육(連育)·총혜(聰惠)·장초(莊礎)·정잠(定岑) 등 500여 명이 있었던 것도 알 수 있다.

### 글씨
글씨는 폭 2.5센티미터 정도의 구양순체(歐陽詢體)의 해서로, 획의 모서리를 날카롭게 살린 데서 오는 강인함이 묻어나는데, 고려 전기의 특징이 잘 담겨 있는 부분이다.

## 사진

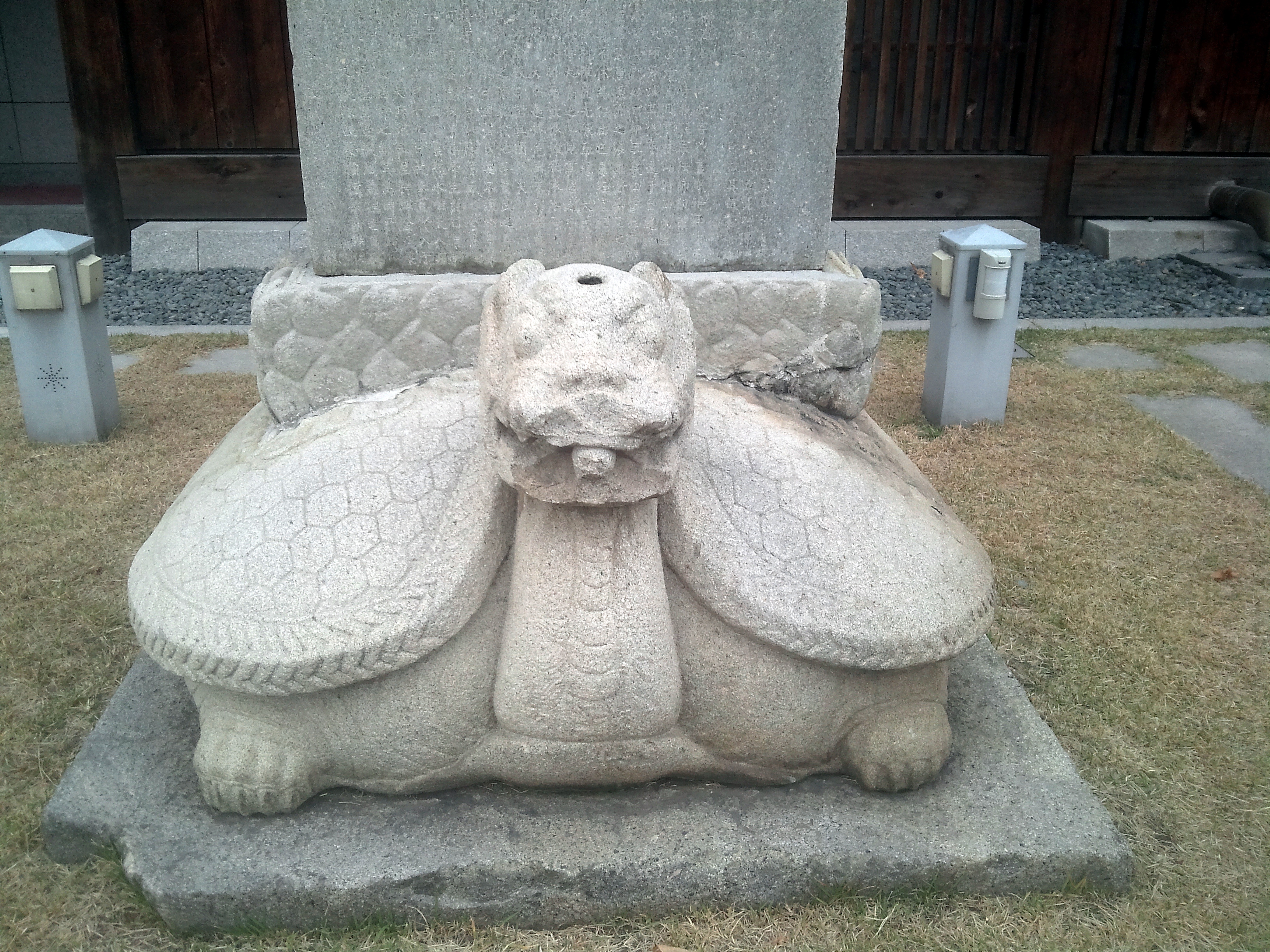
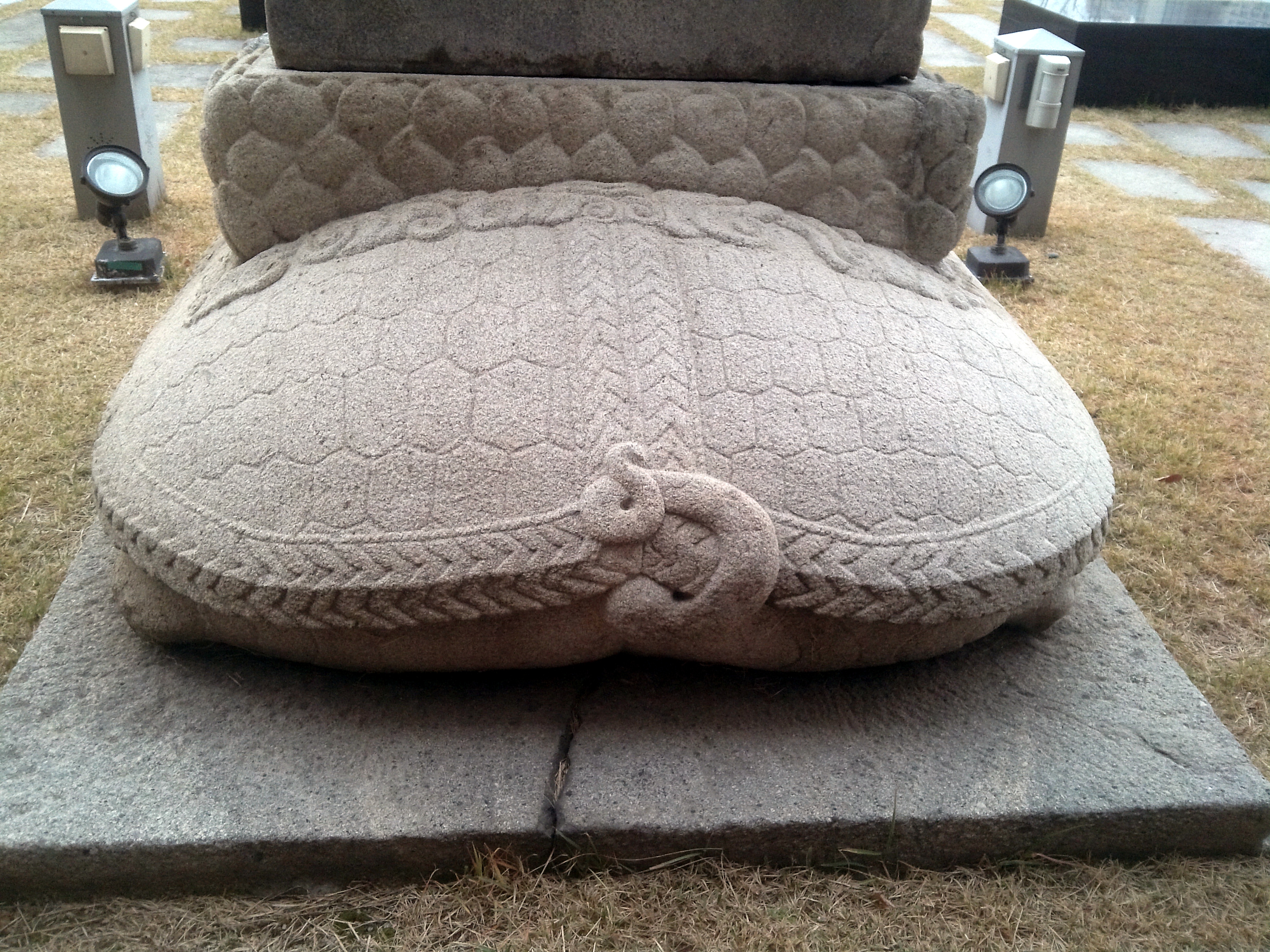
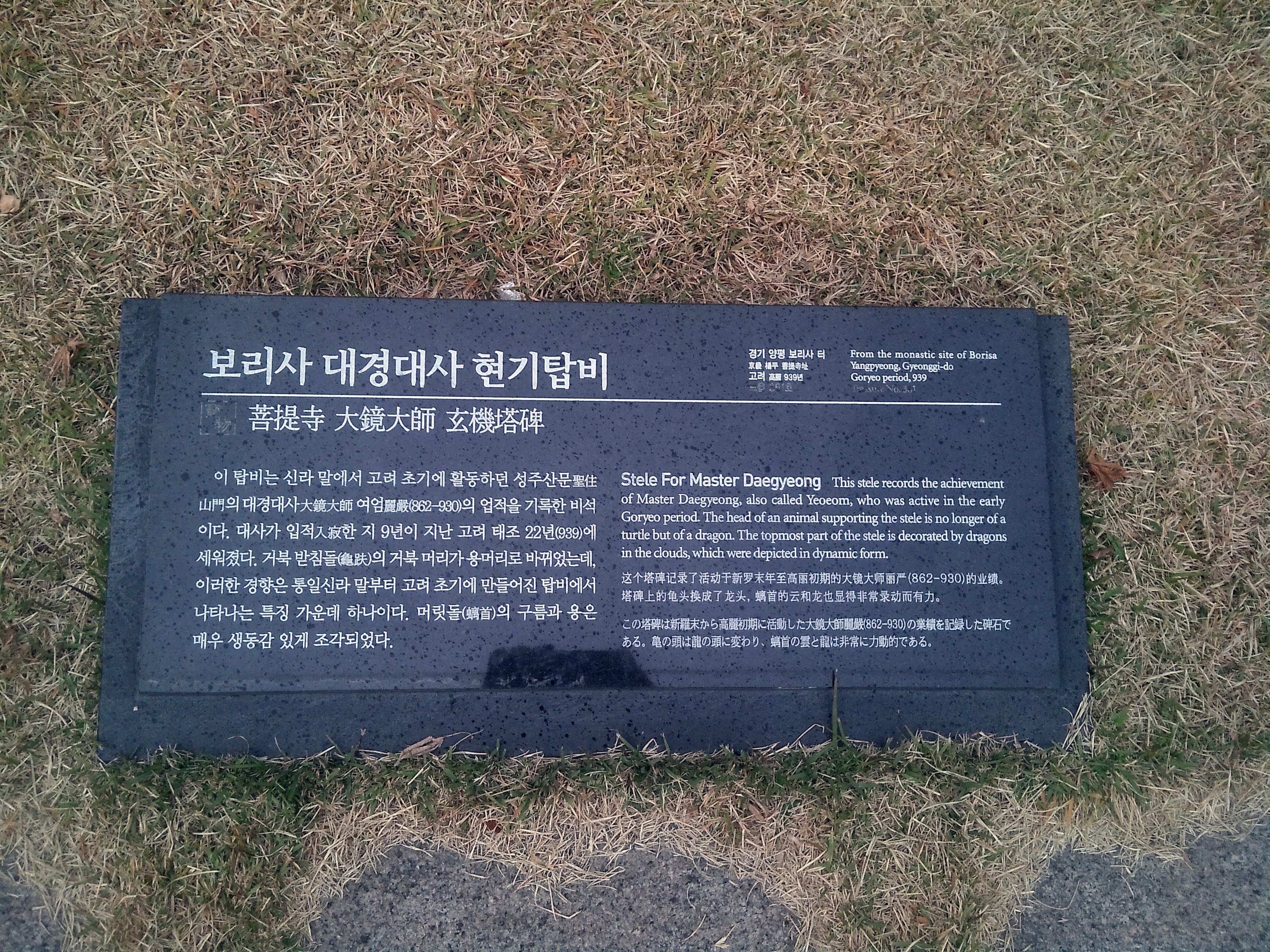

## 같이 보기
- 전 양평 보리사지 대경대사탑 - 보물 제351호